# بيركت د. فراي
بيركت د. فراي (بالإنجليزية: Birkett D. Fry) هو عسكري أمريكي، ولد في 24 يونيو 1822 في مقاطعة كاناوا في الولايات المتحدة، وتوفي في 21 يناير 1891 في ريتشموند في الولايات المتحدة.